# Garuda Indonesia
A Garuda Indonesia é uma companhia aérea da Indonésia, sediada no Aeroporto Internacional Soekarno-Hatta em Tangerang a 20 km de Jacarta.
Fundada em 1949 como "KLM Interinsulair Bedrijf", a companhia é hoje uma das principais companhias aéreas do mundo, possuindo voos regulares para um grande número de destinos no sudeste da Ásia, Extremo Oriente, Austrália e Europa a partir de seu principal hub em Jacarta. Em 11 de Dezembro de 2014, foi eleita companhia "5 estrelas" pela Skytrax.

## Frota

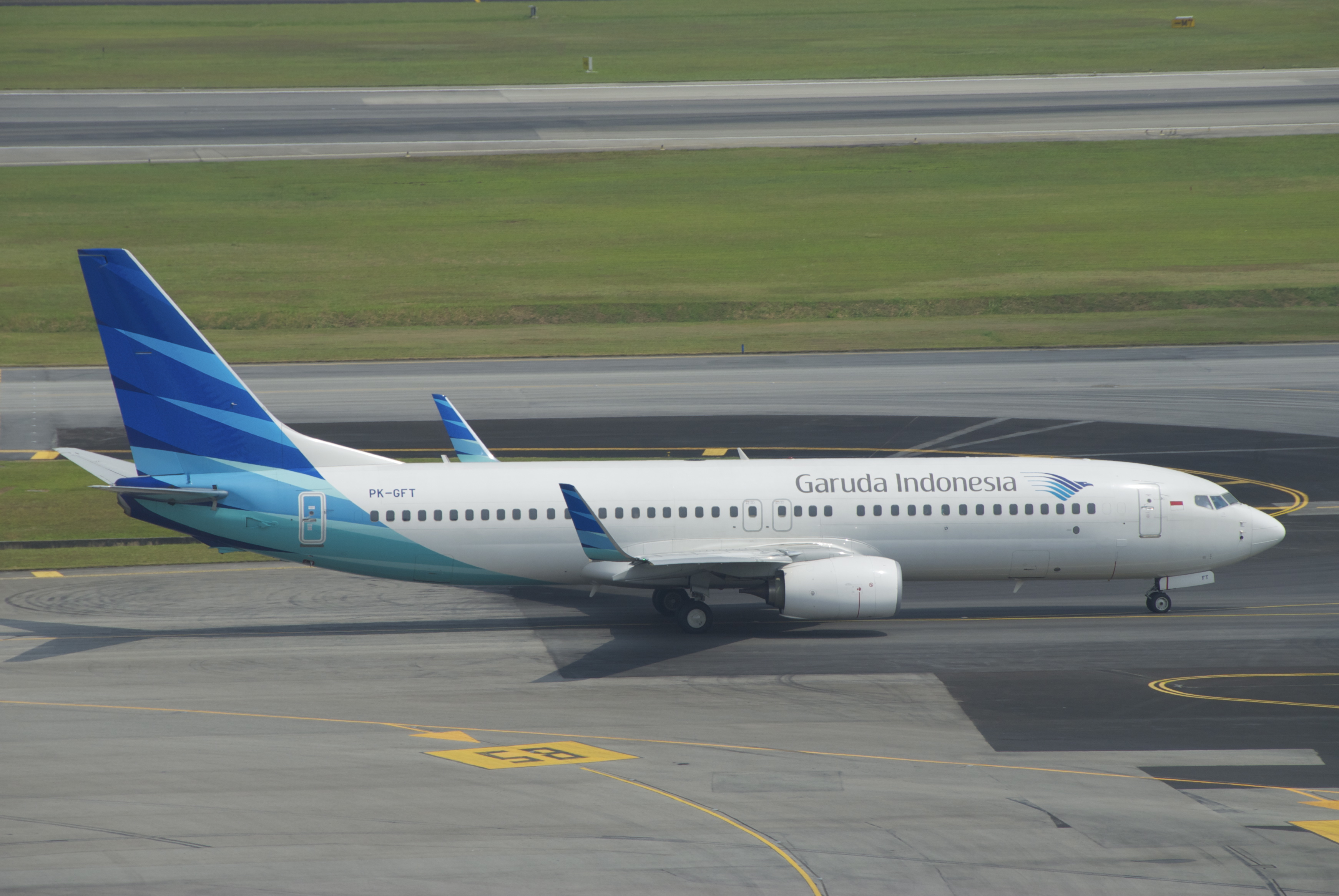
Boeing 737-800 da Garuda Indonesia.

A frota da Garuda Indonesia consiste nas seguintes aeronaves em Maio de 2015: